# شركة عقارية

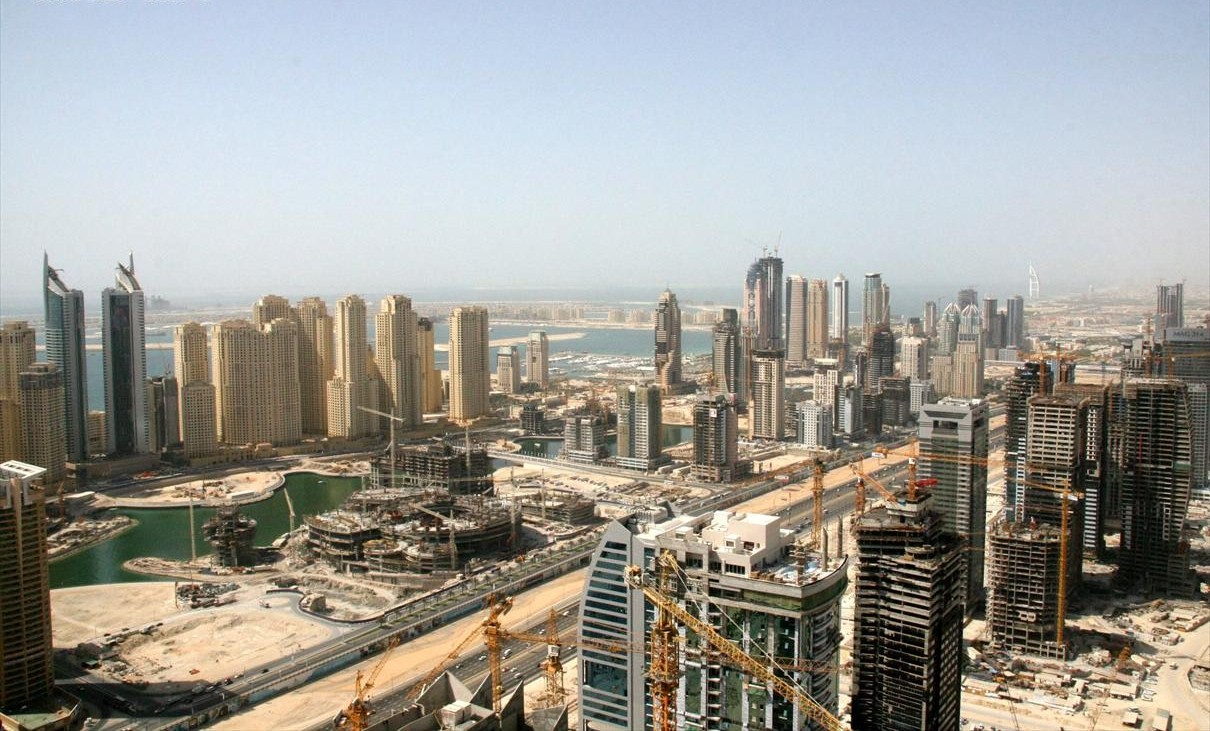
أبراج شركات عقارية في دبي - دبي مارينا (2007)

شركة عقارية (بالإنجليزية: real estate company)‏، هي شركة تجارية تقوم ببيع وتأجير وإستئجار وإدارة محفظة من العقارات. يمكن أن تتكون المحفظة الإستثمارية للشركة العقارية من أي أرض أو عقار (تجاري، صناعي، تشغيلي، سكني).
بالإضافة إلى الشركات العقارية الخاصة هناك صناديق الاستثمار العقاري أو «صناديق الريت» وهي صناديق استثمارية عقارية متاحة للجمهور، يتم تداول وحداتها في السوق المالية (سوق الأسهم) وتُعرف عالمياً بمصطلح «ريت أو ريتس»، وتهدف إلى تسهيل الاستثمار في قطاع العقارات المطورة والجاهزة للاستخدام التي تدر دخلاً دورياً وتأجيرياً.
في الدول العربية، وحسب الخبراء، هناك طريقتان للاستثمار في العقار وذلك بامتلاك العقارات وإدارتها بشكل مباشر كفرد أو مؤسسة أو شركة، والطريقة غير المباشرة وهي عبارة عن المساهمة النقدية في جهات تستثمر في سوق العقار وامتلاك حصة منه، وينقسم الاستثمار غير المباشر إلى قسمين منظم وغير منظم، أما المنظم فيتمثل في الشركات العقارية المدرجة في سوق الأسهم، والصناديق العقارية التي تطلقها بين فترة وأخرى الشركات المالية المرخصة، والقسم غير المنظم تندرج تحته المساهمات العقارية والمساهمات الخاصة (كما في السوق السعودي) بين مجموعة من المستثمرين لغرض الاستثمار في مشروع عقاري واحد أو أكثر، وتعاني الاستثمارات غير المنظمة من ضعف الرقابة عليها وعدم التأكد من ملاءة مديريها وكفاءتهم المهنية والعلمية للاستثمار في المجال العقاري.

## بعض الأمثلة للشركات العقارية العالمية
- تصنيف:شركات عقارات

## مقالات ذات صلة
- استثمار
- عقار